# Litoria bicolor
Litoria bicolor es una especie de anfibio anuro de la familia Hylidae.

## Distribución geográfica
Es originaria de Australia y las islas Aru.

## Características
Los adultos miden 3 cm de largo. Tienen un poco de membrana interdigital en sus patas delanteras y más en sus patas traseras. Son verdes con una franja de bronce sobre cada ojo sobre sus cuerpos. Hay una franja blanca debajo de la franja bronce. Las ranas más jóvenes son marrones, pero se tornan verdes cuando crecen.
Viven en humedales con espesa vegetación, a veces cerca de los humanos.
Ponen huevos en pequeños grupos unidos a las plantas justo debajo de la superficie del agua. Los renacuajos pueden crecer hasta 5 cm de largo y tomar dos meses y medio para comenzar a convertirse en ranas.
Sus nombres comunes en inglés, "northern dwarf tree frog" y "sedge frog," significan, respectivamente, "rana de árboles pequeña del norte" y "rana de ciperáceas".